# برهان امکان فقری
فیلسوفان مسلمان از برهان امکان و وجوب برای اثبات وجود خداوند استفاده کرده‌اند. لکن برهان مذکور با مبانی اصالت ماهیت سازگار است. در برهان امکان و وجوب از اینکه ماهیت شیء ممکن، نسبت به وجود و عدم حالت تساوی دارد نتیجه گرفته می‌شود که امر ممکن برای موجود شدن نیازمند مرجّح است و این مرجّح یا خود باید واجب بالذات باشد یا به دلیل محال بودن دور و تسلسل باید موجود به موجود واجب بالذات منتهی شود. بنابراین در استدلال مذکور ملاک احتیاج به علت، این است که ماهیت نسبت به وجود و عدم حالت تساوی دارد و برای موجود شدن نیازمند علتی خارج از خود است. اما با پذیرش اصالت وجود و اعتباری بودن ماهیت دیگر نمیتوان ماهیت اشیاء و امکان ماهوی آن‌ها را ملاک احتیاج به علت دانست.
از این رو ملاصدرا برهان دیگری بر اساس اصالت وجود اقامه کرده‌است که به برهان امکان فقری مشهور است.
به باور ملاصدرا چنین نیست که معلول ، ذاتی باشد که نیازمند علت و وابسته به شی دیگر باشد ؛بلکه حقیقت معلول چیزی جز احتیاج و وابستگی به علت نیست.لذا گفته می‌شود معلول عین ارتباط و وابستگی به طرف دیگر است. بر این اساس، موجودی که عین ربط و تعلق به غیر است، بدون موجود دیگری که طرف دیگر این ربط و پیوند باشد تحقق پذیر نیست. آن موجود دیگر که به موجودات فقیر هستی میدهد خود نباید موجودی فقیر باشد. چون هر موجود فقیری از خود جز فقر چیزی ندارد تا بخواهد به دیگری بدهد. لذا فرض موجودات فقیر و وابسته مستلزم فرض موجودی غیروابسته و غنی است.